# ちらん〜特攻兵の幸福食堂〜
『ちらん〜特攻兵の幸福食堂〜』（ちらん とっこうへいのこうふくしょくどう）は、魚乃目三太による日本の漫画作品。『ヤングチャンピオン』（秋田書店）にて、2019年No.1から2020年No.24まで連載。
NHKにてテレビドラマ化され、2021年8月11日にNHK BSプレミアムで放送された。
「特攻隊員」を指す用語としての「特攻兵」の選定は正確ではない。

## あらすじ
漫画家の魚沼陽太は、連載終了で予定に空きができていた。ある日、先輩の西海斗と訪れた居酒屋で、女将の嶋田栄子から「戦時中、嶋田家は鹿児島県の知覧で特攻隊員たちに食事を提供する食堂を経営していた」というエピソードを教えられる。
このエピソードの漫画化を思い付いた陽太は、栄子に協力を依頼。栄子は、これまで陽太が知らなかった特攻隊員たちの素顔を語った。さらに陽太は、栄子の知り合いで元特攻隊員の井田保を訪ね、知られざる本音を知る。しかし、陽太の何気ない発言が保の怒りに触れ、追い返されてしまう。
陽太は地元の居酒屋で、海斗に電話で「怒られて追い返された」と話すが、それを聞いた女性店員が陽太に「あなたの不用意な発言で（保が）怒るのわかります」となじられ、反省。当面は栄子への取材に絞って続行、すると保から連絡があり、「栄子と会いたい、取材も受ける」というので、陽太はふたりを引き合わせた。

## 登場人物
魚沼陽太（うおぬま ようた）
漫画家。
西海斗（にし かいと）
陽太の先輩。
嶋田栄子（しまだ えいこ）
居酒屋の女将、特攻隊ご用達食堂の長女で、母・妹もいた。保とは幼馴染で、終戦までは良く会っていた。特攻隊の常連客と親しくなったこともあり、居酒屋に特攻隊時代の写真を置いている。
井田保（いだ たもつ）
元特攻隊員。特攻時代、友人とともに栄子の食堂の常連であった。友人は死ぬが、自らは特攻へ向かう直前に終戦となり、その後長らく栄子と会う事は無かった。

## 書誌情報
- 魚乃目三太『ちらん〜特攻兵の幸福食堂〜』秋田書店〈ヤングチャンピオンコミックス〉、全4巻
  1. 2019年7月19日発売[3]、ISBN 978-4-253-14620-3
  2. 2020年7月20日発売[4]、ISBN 978-4-253-14621-0
  3. 2020年8月6日発売[5]、ISBN 978-4-253-14624-1
  4. 2021年7月19日発売[6]、ISBN 978-4-253-14625-8

## テレビドラマ
『特攻兵の幸福食堂』（とっこうへいのこうふくしょくどう）のタイトルで、2021年8月11日にNHK BSプレミアムで放送された。主演は濱田岳。

### キャスト
- 魚沼陽太 - 濱田岳[2]
- 西海斗 - 津田健次郎[2]
- 嶋田栄子 - 草笛光子[2]
- 井田保 - 吉澤健[2]
- 手島実優[2]
- 今村裕次郎[2]

声の出演
- 悠木碧[2]
- 津田健次郎[2]

ほか

### スタッフ
- 原案・漫画提供 - 魚乃目三太「ちらん-特攻兵の幸福食堂-」（秋田書店 / ヤングチャンピオンコミックス）
- 脚本 - 政池洋佑
- 制作 - NHKエンタープライズ
- 制作協力 - スタジオブルー